# Огопого
Огопого (енгл. Ogopogo) је назив за морску неман за коју се претпоставља да живи у језеру Оканаган у Канади. Огопого је данас неразрешена мистерија, иако криптозоолози траже начине како би му успели ући у траг.

## Виђења
Први пут је виђен 1926.. Посљедњи пут је виђен 2011. када је пролазник снимио две грбе како плутају на води.